# Suba Dani
Suba Dani (Zsilvajdejvulkán, 1911. január 13. – Nagybánya, 1974. szeptember 18.) erdélyi magyar ifjúsági író, újságíró, grafikus.

## Életútja, munkássága
Középiskoláit Petrozsényben, majd Nagyenyeden és Szászvároson végezte (1926). 1934-től a Nagybányai művésztelep növendéke, itt a Szabad Festőiskolában tanult, Thorma János és Krizsán János irányításával. Volt kifutófiú, alkalmi és bányaüzemi munkás, napszámos, tisztviselő, rajzoló. 1932-től kezdett közölni a sajtóban (Petrozsényi Újság, Zsilvölgyi Napló, a dévai Erdélyi Napló, Mi Megyénk, Új Cimbora, Jó Estét). 1940–42 között mint dél-erdélyi menekült Salgótarjánban, Budapesten és Felsődernán dolgozott, 1943-ban a nagybányai erdőigazgatóságon kapott munkát.
1948–55 között különböző lapok külső munkatársa, majd a szatmárnémeti Dolgozó Nép és a Bányavidéki Fáklya belső munkatársa volt (1955–57), ugyanott a Tartományi Múzeum igazgatója (1957–58), a Minisztertanács Sajtó és Nyomtatványok Főigazgatóságának lektora (1958–60). Ezt követően 1968-ig Máramaros tartomány Néptanácsán és az Alkotóházban dolgozott.
Első írása 1933-ban a Petrozsényi Újságban jelent meg. Versekkel, riportokkal, rajzokkal, könyvismertetésekkel jelentkezett a Nagybánya és Vidéke, Új Nemzedék, majd a Dolgozó Nő, Világosság, Erdély, Egység, Utunk, Dolgozó Bányavidék, Szabad Élet, Romániai Magyar Szó, Vörös Zászló, Előre, Művelődés, Szatmári Hírlap, Colţ de Ţară, Flacăra, Pentru Socialism, Cultura şi Viaţa c. lapokban.

## Művei
- Marika és Danika kalandjai (gyermekmese folytatásokban, Új Cimbora, Kolozsvár, 1935)
- Hétköznap, vasárnap (novellák, Nagybánya, 1948)
- Lányok a faluban (Nagybánya, 1966)
- A zsák (vidám jelenet, Nagybánya, 1968)

## Szerkesztése
Szerkesztette az Erdőnek – rónának egy a hangja c. verses-zenés irodalmi összeállítást (Nagybánya, 1966)

## Fordításai
Fordításában adta ki 1962–65 között a Nagybánya Tartományi Népi Alkotók Háza Constantin Belu Egy útiláda története (Nagybánya, 1962), valamint Ludovic Bruckstein Váratlan vendég (Nagybánya, 1962) és Fehér lepke (Nagybánya, 1965) c. színpadi játékait.